# 維堅 (拉特涅區)
51°51′45″N 24°28′27″E / 51.86250°N 24.47417°E
維堅（烏克蘭語：Витень），是烏克蘭的村落，位於該國西部沃倫州，由科韋利區負責管轄，面積0.35平方公里，海拔高度147米，2001年人口93，人口密度每平方公里263.46人。